# Asbrunn (Rennertshofen)

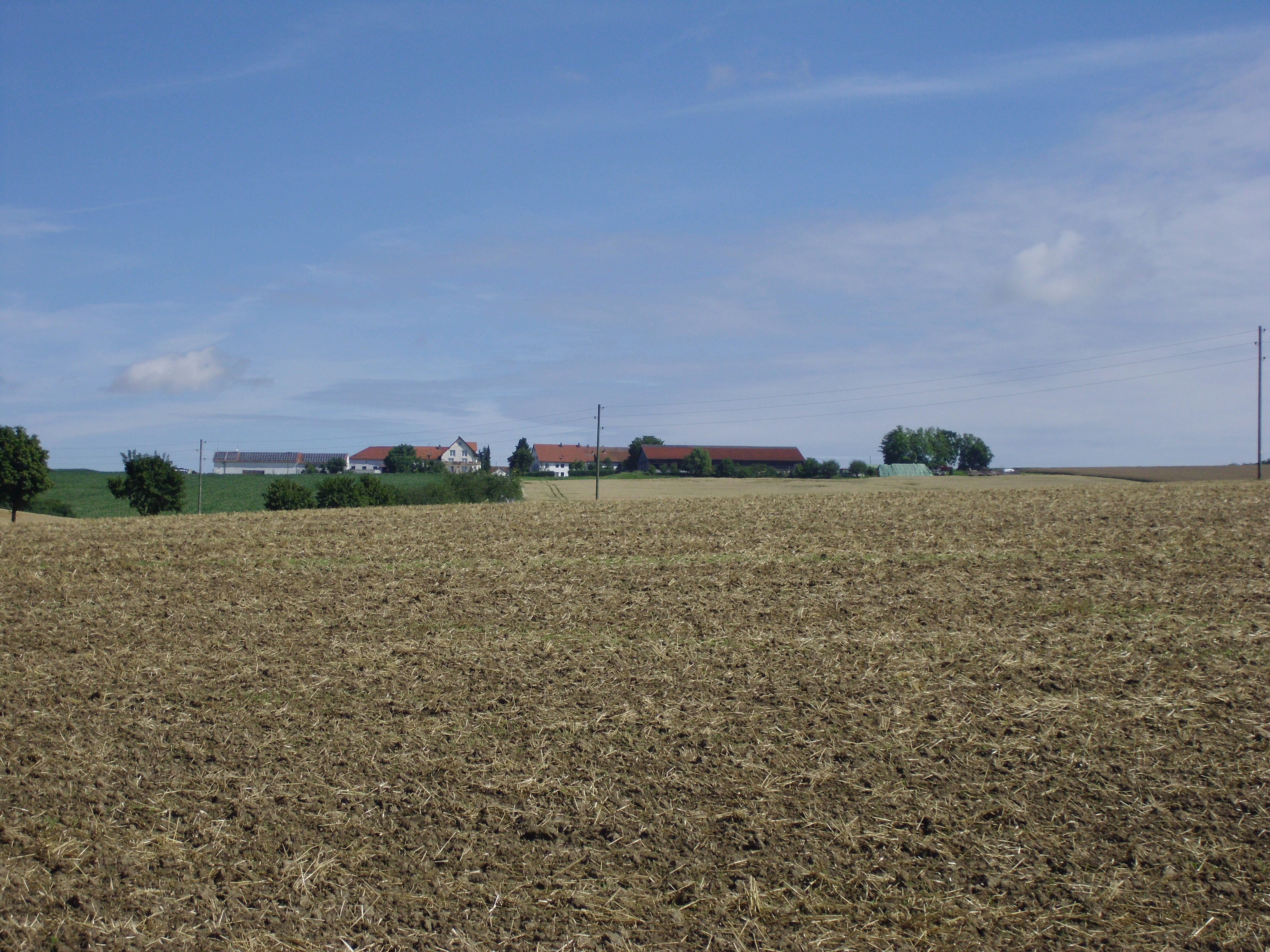
Asbrunn von Süden aus

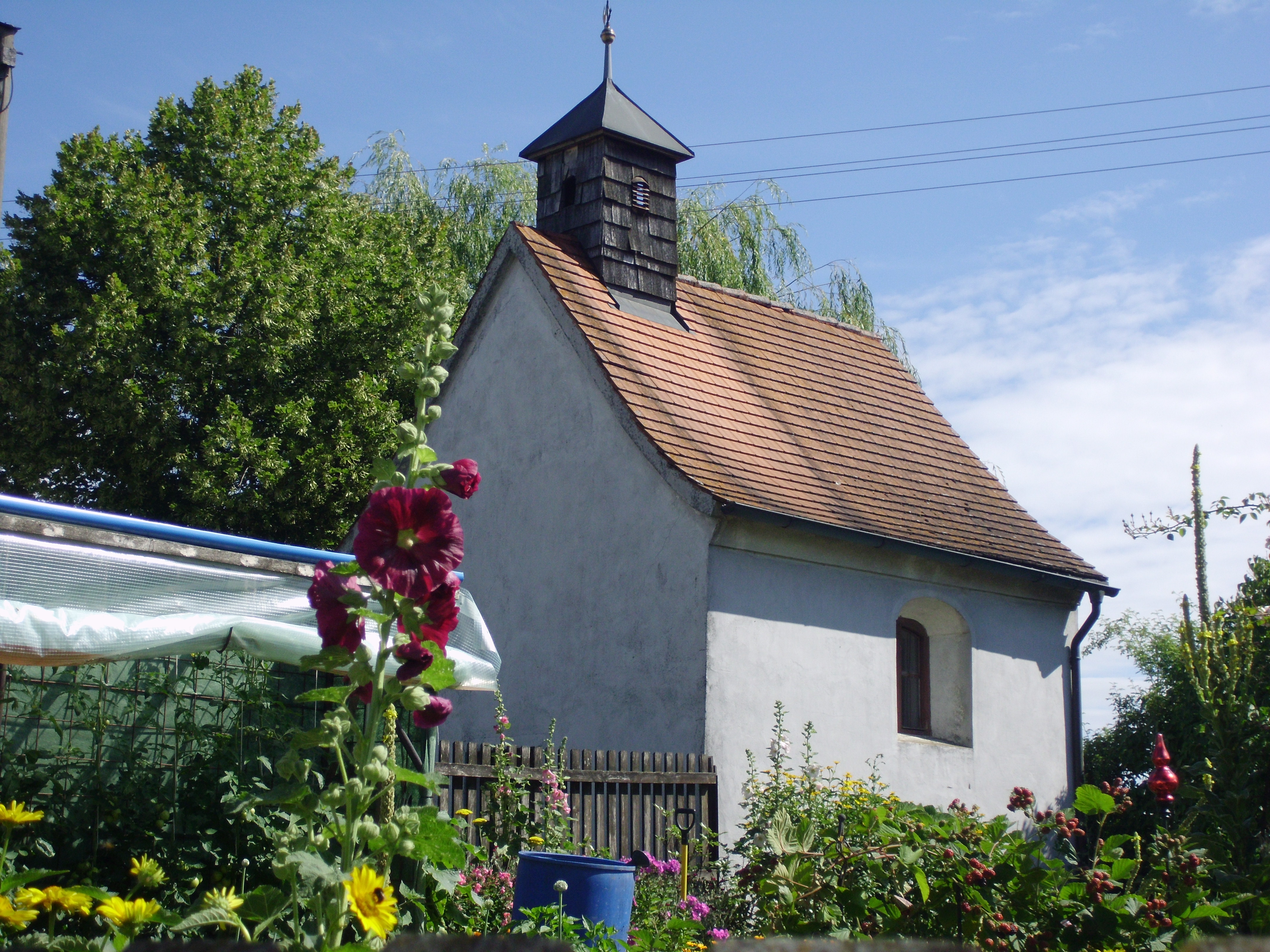
Die Ortskapelle von Asbrunn

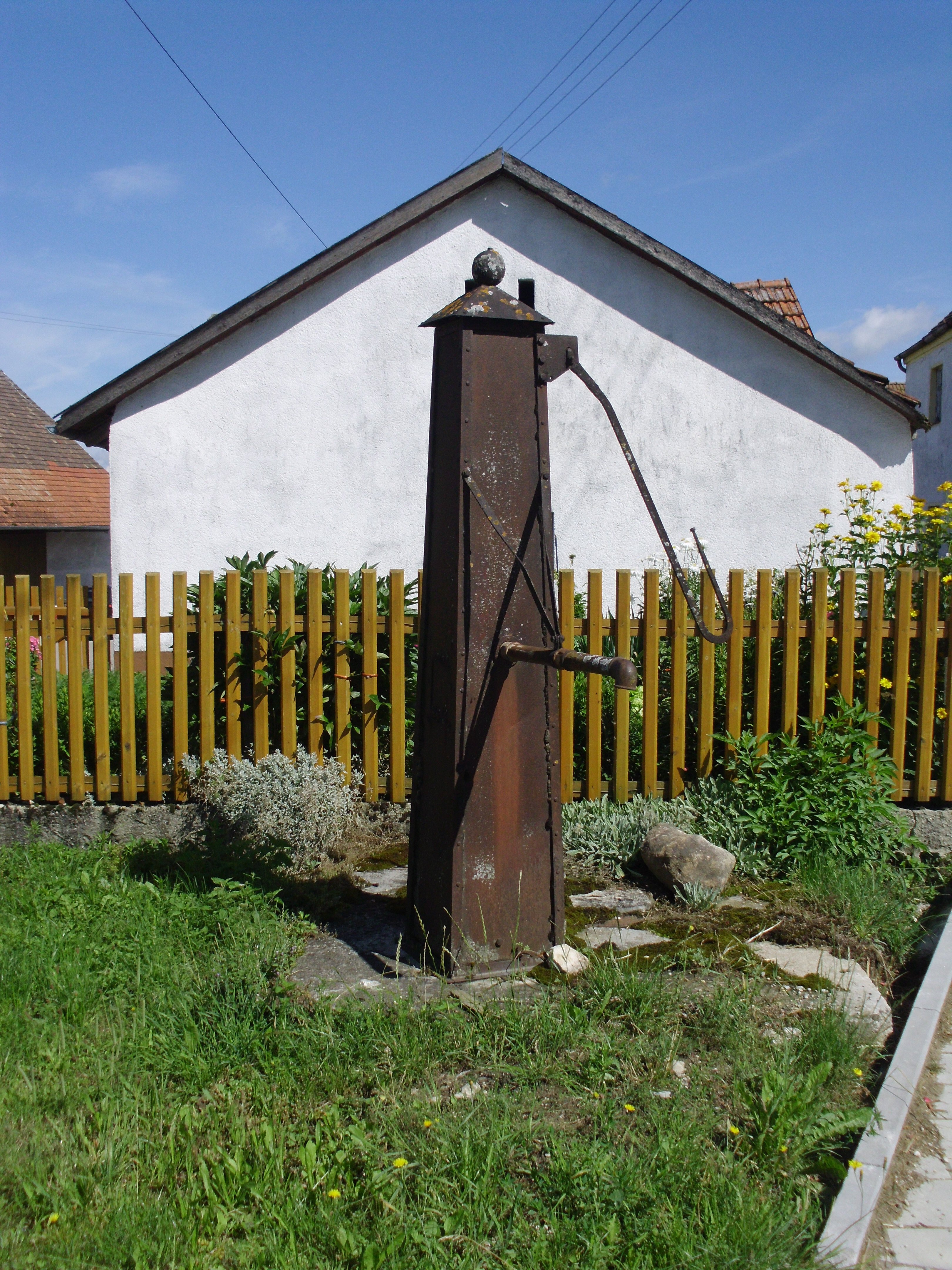
Ehemaliger Dorfbrunnen von Asbrunn

Asbrunn ist ein Weiler und Ortsteil des Marktes Rennertshofen im Landkreis Neuburg-Schrobenhausen im Regierungsbezirk Oberbayern. Er gehört mit Altstetten zur Gemarkung Ammerfeld.

## Geographie
Asbrunn liegt in der hügeligen Landschaft der Monheimer Alb nördlich von Ammerfeld, südöstlich von Tagmersheim und westlich von Emskeim. Kurz nach Ammerfeld biegt man von der Kreisstraße ND 25 nach links ab, um in den 1,5 Kilometer entfernten, auf einem Hügel liegenden Weiler zu gelangen. An Asbrunn vorbei gelangt man auf einer Ortsverbindungsstraße nach Tagmersheim.

## Geschichte
Im Ortsnamen steckt wahrscheinlich das althochdeutsche „asc“ =  Esche.
Der Weiler wird im Jahr 1162 erstmals urkundlich als „Ascesbrunnen“ erwähnt, als der Eichstätter Bischof Konrad diesen Besitz dem (15 km entfernten) Zisterzienserkloster Kaisheim schenkte. 1188 bestätigt dies Bischof Otto. 1197 musste der Ritter Wortwin von Emichisheim (= Ortwin von Emskeim) zugunsten des Klosters Kaisheim auf den Zehent von „Askesprunne“, den er noch als Eichstätter Lehen besaß, verzichten; er erhielt dafür zwei Höfe in Rohrbach und Hochfeld. Das Kloster unterhielt in der Folge Asbrunn als Grangie, die bis circa 1320 unter der Leitung eines Hofmeisters von Klosterbrüdern selber, dann von Hintersassen des Klosters bewirtschaftet wurde. Der Weiler gelangte schließlich in den Besitz eines Rohrbacher namens Friedl, der ihn auf seine vier Söhne aufteilte. Ein fünftes Haus bewohnte der Viehhirte.
In dieser Ausprägung – vier Höfe und das Hirtenhaus – unterstand Asbrunn am Ende des Alten Reiches hochgerichtlich dem pfalz-neuburgischen Landgericht Graisbach und niedergerichtlich dem Reichsstift Kaisheim, vertreten durch das Pflegamt Ammerfeld, wohin auch die Steuern abzuliefern waren. Nach der Säkularisation bayrisch geworden, wurde „Aschbron“ bei der Bildung der Steuerdistrikte (bis 1811) dem Steuerdistrikt Ammerfeld zugeschlagen. Mit dem zweiten Gemeindeedikt von 1818 wurde Asbrunn ein Ortsteil der nunmehrigen Ruralgemeinde Ammerfeld, die zunächst dem Landgericht und Rentamt Graisbach-Monheim, dann dem schwäbischen Landkreis Donauwörth eingegliedert war. Im Zuge der Gebietsreform in Bayern kam Ammerfeld und damit auch Asbrunn am 1. Juli 1972 zum Landkreis Nördlingen-Donauwörth (endgültiger Name ab 1. Mai 1973: Landkreis Donau-Ries). Am 1. Mai 1978 erfolgte der Wechsel in den oberbayerischen Landkreis Neuburg-Schrobenhausen und die Eingemeindung in den Markt Rennertshofen.
Der Weiler besteht noch heute aus vier Höfen. 1938 wurde er an das Stromnetz angeschlossen. Mit dem Anschluss an die Gemeinschaftsleitung des Zweckverbandes „Wasserversorgung Heimberggruppe“ 1962 verlor der noch heute vorhandene Dorfbrunnen seine Bedeutung. 1968 bis 1973 wurde eine Flurbereinigung durchgeführt. 2007 wohnten hier 18 Personen, 2012 23. 1864 waren es noch 28.

## Kirchliche Verhältnisse
Asbrunn gehört zur katholischen Pfarrei St. Quirinus in Ammerfeld im Pfarreienverbund Monheim im Dekanat Weißenburg-Wemding im Bistum Eichstätt. Der Weiler besitzt eine 1737 errichtete barocke Leonhardskapelle (im Alten Reich noch ohne Patron) mit Dachreiter und im Innern mit einer spätgotischen Madonna aus dem Ende des 15. Jahrhunderts. Am Fuß der Asbrunner Anhöhe steht eine 1857 von Josef und Franziska Friedl erbaute St. Wendelin-Wegkapelle, deren Pietà heute privat aufbewahrt wird.

## Sonstiges
Bei Asbrunn ist der im Alten Reich ebenfalls dem Kloster Kaisheim gehörende Weiler Kürengrift abgegangen.